# توماس دبليو. برادلي
توماس دبليو. برادلي (بالإنجليزية: Thomas W. Bradley)‏ هو عسكري وسياسي أمريكي، ولد في 6 أبريل 1844 في يوركشاير في المملكة المتحدة، وتوفي في 30 مايو 1920 في والدن في الولايات المتحدة. حزبياً، نشط في الحزب الجمهوري. وقد انتخب عضو جمعية ولاية نيويورك وانتخب عضو مجلس النواب الأمريكي.